# Wanda Posselt

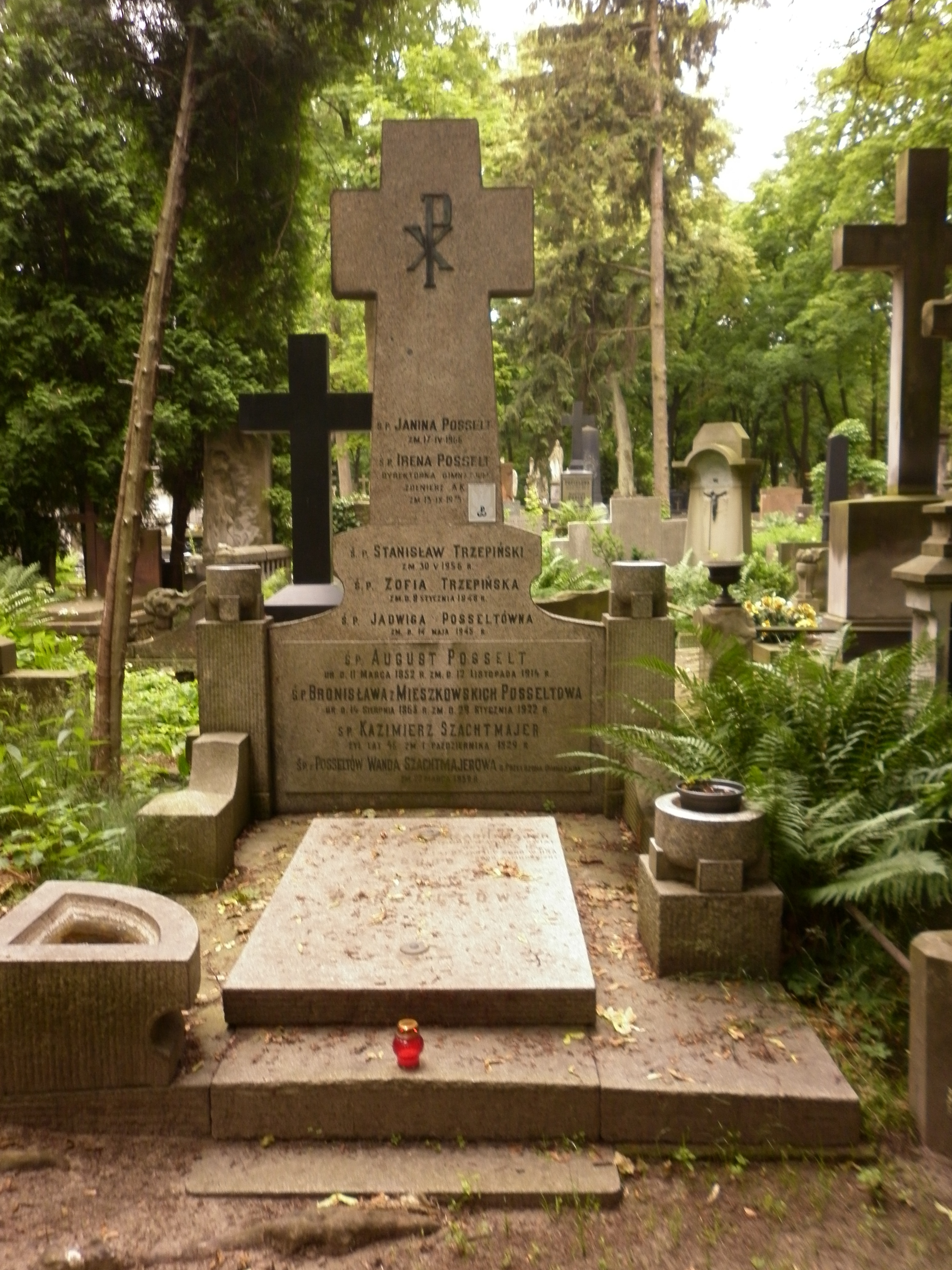
Grób rodzinny Posseltów na cmentarzu Powązkowskim w Warszawie

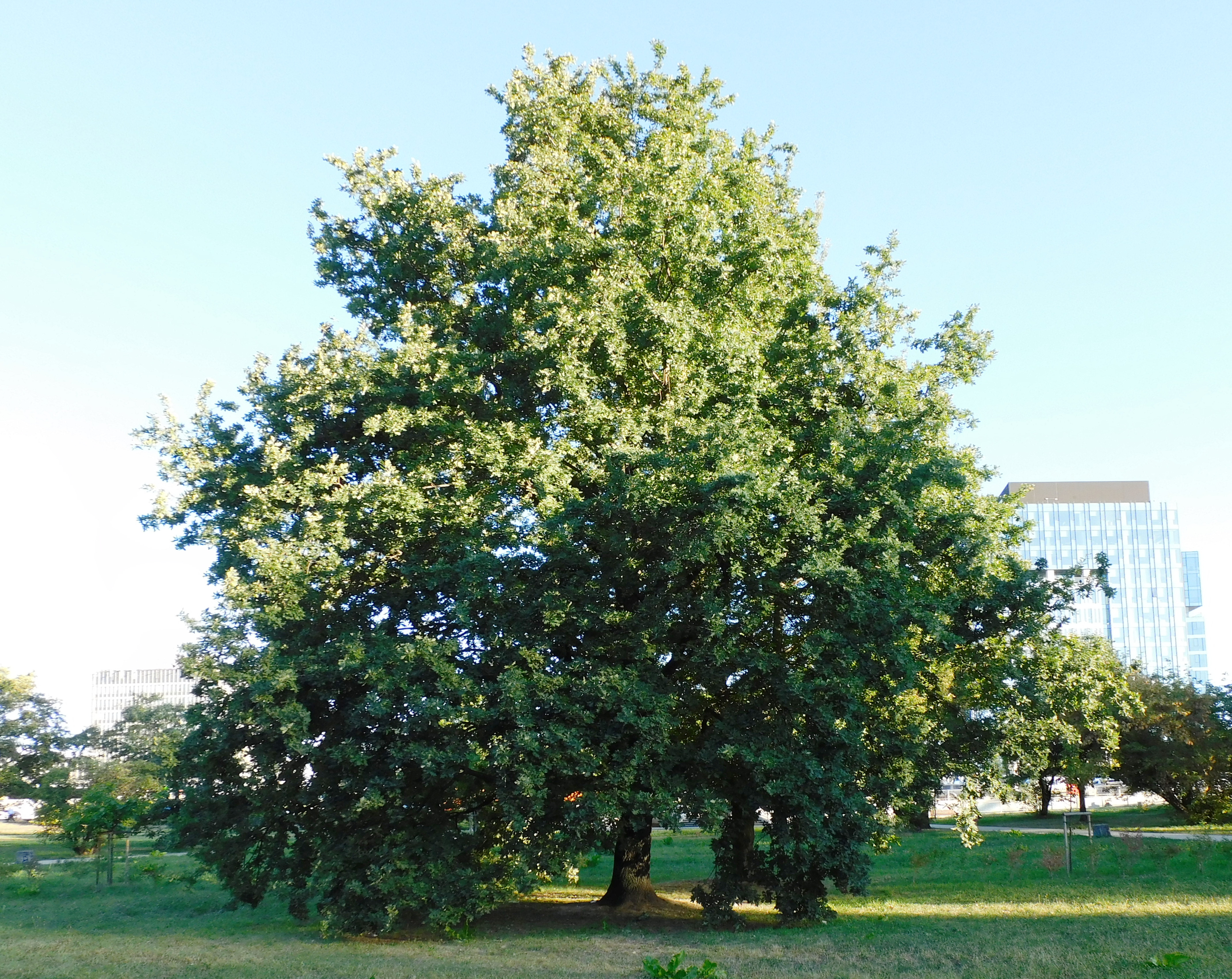
Dąb „Wanda” w parku Pięciu Sióstr w Warszawie upamiętniający Wandę Posseltównę od sierpnia 2022 r.

Wanda z Posseltów Szachtmajerowa (ur. 24 sierpnia 1880 w Sosnowcu, zm. 22 marca 1959 w Komorowie) – polska pedagożka, nauczycielka, założycielka i przełożona Szkół Fundacji im. Wandy z Posseltów Szachtmajerowej.

## Życiorys
Wanda Posselt urodziła się jako córka Augusta (1852–1914) i Bronisławy z Mieszkowskich (1863–1922). Miała cztery siostry: Zofię, Janinę (1883–1966), Jadwigę (1893–1945) oraz Irenę. W 1908 w Warszawie siostry Posseltówny założyły siedmioklasową szkołę żeńską, której przełożoną była Wanda. Po odzyskaniu przez Polskę niepodległości szkoła została przekształcona w prywatne gimnazjum żeńskie. W 1930 założona została Fundacja Szkół im. Wandy z Posseltów Szachtmajerowej. W ramach Fundacji funkcjonowało Gimnazjum Żeńskie im. Wandy z Posseltów Szachtmajerowej, którego przełożoną była Wanda, a dyrektorką Irena, oraz szkoła powszechna, której dyrektorką była Wanda. Wanda była żoną inżyniera komunikacji por. rez. Kazimierza Szachtmajera (1883–1929), z którym miała syna Leona, ps. Gejtawa (1911–2005), żołnierza Armii Krajowej, który walczył w powstaniu warszawskim w batalionie Gozdawa (jego żona Elżbieta z Idźkowskich, ps. Daria również należała do AK). 
W czasie okupacji nadal kontynuowała pracę pedagogiczną, organizując dla swoich uczennic tajne komplety kończące się maturą - oficjalnie była to szkoła zawodowa (w czasie okupacji szkolnictwo średnie i wyższe było zakazane). Po wojnie szkoła wznowiła działalność pod kierownictwem Wandy Szachtmajerowej. Jednak, jako szkoła prywatna, została zlikwidowana przez władze komunistyczne, a majątek szkoły skonfiskowano.
Wanda Szachtmajerowa zmarła 22 marca 1959 i została pochowana na cmentarzu Powązkowskim (kwatera 83-6-17,18).

## Ordery i odznaczenia
- Złoty Krzyż Zasługi (9 listopada 1932)[3]